# Sa Kaew (stad)
Sa Kaew (Thais: สระแก้ว) is een stad in Oost-Thailand. Sa Kaew is hoofdstad van de provincie Sa Kaew en het district Sa Kaew. De stad heeft ongeveer 23.000 inwoners.